# Lost Souls (Loreena McKennitt)
Lost Souls è il decimo album in studio della cantante canadese Loreena McKennitt, pubblicato l'11 maggio 2018.

## Tracce
1. Spanish Guitars and Night Plazas – 6:41
2. A Hundred Wishes – 4:34
3. Ages Past, Ages Hence – 5:27
4. The Ballad of the Fox Hunter – 5:48
5. Manx Ayre – 4:03
6. La Belle Dame Sans Merci – 6:09
7. Sun, Moon and Stars – 4:34
8. Breaking of the Sword – 5:30
9. Lost Souls – 5:09